# Victor Cavendish
Victor Christian William Cavendish (Londres, 31 de mayo de 1868-6 de mayo de 1938, Derbyshire) fue un político británico que sirvió como Gobernador General de Canadá.

## Biografía
Cavendish nació en Londres, dentro de una de las más prestigiosas familias del Reino Unido, y se educó en el Eton College antes de asistir a la Universidad de Cambridge. En 1891, ingresó en la política, obteniendo sin oposición la administración que su padre había ocupado hasta su muerte, y ocupó un asiento en la Cámara de los Comunes, hasta que heredó el Ducado de Devonshire de su tío en 1908. A partir de entonces, ocupó su puesto en la Cámara de los Lores, siendo también alcalde de Eastbourne y Chesterfield. Ocupó diversos cargos en el gabinete, tanto antes como después de su ascenso a la nobleza. 
Fue nombrado en 1916 Gobernador General de Canadá por el rey Jorge V, por recomendación del primer ministro H. H. Asquith, en reemplazo del príncipe Arturo, duque de Connaught, como virrey, ocupando ese puesto hasta que fue sucedido por lord Byng de Vimy en 1921. La designación fue inicialmente polémica, aunque hasta su partida del Reino Unido, Cavendish había ganado elogios por la forma en que llevaba sus deberes oficiales.
Después de que terminara su mandato como virrey de Canadá, Cavendish volvió a la vida política y diplomática, actuando como Secretario de Estado para las Colonias entre 1922 y 1924, antes de retirarse a sus propiedades en Derbyshire, donde murió el 6 de mayo de 1938.